# Battista Tresoldi
Battista Tresoldi (Treviglio, 29 dicembre 1930 – Venezia, 2 agosto 1978) è stato un calciatore italiano, di ruolo difensore.

## Carriera
Cresciuto nella Pro Sesto, debutta in Serie C con il Maglie che sfiora la Serie B nel 1951-1952 e dopo tre stagioni in terza serie retrocede in IV Serie.
Nel 1955 passa al Venezia, vincendo il campionato di Serie C 1955-1956 e disputando le successive cinque stagioni in Serie B, per un totale di 143 presenze tra i cadetti.
Negli anni successivi gioca in Serie C con il Grosseto, ritirandosi nel 1964.

## Palmarès

### Club

#### Competizioni nazionali
- Serie C: 2

Toma Maglie: 1951-1952
Venezia: 1955-1956
- Serie B: 1

Venezia: 1960-1961